# La Justice (journal tunisien)
Pour les articles homonymes, voir Justice (homonymie).
La Justice (arabe : العدالة) est un quotidien en langue française publié en Tunisie. Fondé par Mardochée Smaja en 1909, son but principal est la lutte pour l'émancipation politique et juridique des Juifs en Tunisie et leur droit à la naturalisation française.

## Histoire
Le journal joue un rôle très important dans l'exposition de l'opinion de la communauté juive. Par rapport aux autres périodiques, La Justice est considéré comme le porte-parole des assimilationnistes et modernistes de la communauté. La plupart de son contenu est rédigé par groupe d'intellectuels issus des universités françaises.
Après un succès, surtout en 1934 lorsque ses membres rejoignent la direction du conseil de la communauté juive, le quotidien disparaît en 1935.
Parmi les membres de la communauté éditoriale du quotidien, Serge Moati, un militant SFIO, en a été l'un des rédacteurs en chef.

## Ligne éditoriale

### Politique interne
La Justice a montré son soutien au concept de la séparation de la religion et de la politique en basant son argumentation sur l'exemple de la communauté juive turque qui rejette en novembre 1925 l'article 42 du traité de Lausanne grâce auquel les minorités non musulmanes de Turquie avaient droit à certains privilèges relatifs à leur statut familial et personnel. Ces derniers ont choisi d'avoir les mêmes droits et devoirs que tous les autres citoyens turcs. L'article publié à ce propos a pour titre « Un exemple à suivre en Tunisie ».

### Sionisme
La position du quotidien vis-à-vis du sionisme a varié dans le temps. Initialement, le journal a permis au mouvement sioniste de diffuser ses nouvelles dans certaines colonnes qui lui ont été dédiées, comme les appels du Fonds national juif et les conférences des émissaires du Keren Hayessod venus en Tunisie. Cependant, au milieu des années 1920, quand le journal commence à revendiquer le droit des Juifs à la naturalisation française, les relations avec le sionisme se détériorent, surtout avec le départ d'Alfred Valensi qui préside aux destinées du sionisme tunisien durant la Seconde Guerre mondiale[réf. nécessaire].

### Naturalisation française
La Justice est le représentant du clan moderniste au sein de la communauté juive tunisienne. Il est clair et direct sur sa position par rapport à la France, pour laquelle il exprime son attachement, chose pour laquelle il n'est pas apprécié par les nationalistes tunisiens mais aussi par les sionistes, pour qui la naturalisation française est un bradage de l'identité juive. À part la réclamation de l'appartenance politique à la France, le journal cherche même à créer une sorte d'appartenance culturelle en lançant des campagnes encourageant la communauté, du moins la minorité bourgeoise la plus francisée, à faire du sport et du scoutisme.
L'équipe du journal organise le 3 octobre 1909 un grand rassemblement populaire où les intervenants, principalement des avocats et des journalistes, demandent explicitement l'assujettisement des Juifs tunisiens à la justice française. À la fin de cette réunion, une motion portant sur cette demande est proposée et votée à main levée puis La Marseillaise est entonnée.